# 여사제강
《여사제강》(麗史提綱)은 조선 중기의 서인 계열의 문인, 학자인 유계가 인조 15년에서 18년 사이, 그의 나이 30세에서 33세 사이에 편찬한 고려 시대를 다룬 강목체 사서이다.
《여사제강》은 조선 시대에 편찬된 최초의 강목체 사서로, 노론 집권기 조정에서 고려시대사를 조감하는 표준 사서였다.

## 개요
숭정 정미년 즉 현종 8년(1667년)에 그의 문우였던 송시열이 쓴 서문이 있는 것으로 보아 일러도 유계가 사망하고 3년 만인 현종 8년에 《여사제강》이 간행되었던 것으로 보인다.
《여사제강》에서 유계는 《고려사》의 세가 강령과 여러 서적의 특필자를 강으로 하고 여기에 곁들여서 열전과 잡지 및 여러 책에 실린 사적들을 찾아서 목으로 하고 그 아래에 분주를 두었는데, 강-목-분주의 서술 형식뿐만 아니라 사대교린, 칭호, 제배, 인물사적 등의 기술 내용에 있어서 주희의 자치통감강목을 많이 모방하였고, 고려가 사용했던 천자국 제도 및 용어에 대해서도 "비록 참람하고 거짓된 것이지만 이제 모두 다 빼버리기는 불가능하므로 당시에 칭하고 쓰던 대로 따른다"고 하여 그대로 기술하였다.
송시열의 서문에서는 총12권으로 되어 있으나 현존본은 23권으로 되어 있다. 창왕이 폐위되고 공양왕이 즉위하여 이색이 판문하부사, 심덕부, 이성계가 시중, 정몽주, 지용기가 찬성사로 들어서는 일련의 정계 개편 작업이 이루어지는 데에서 끝나는데, 원래 초판본에는 그 뒷부분이 있었으나 영조 때에 고려와 조선, 정몽주와 이성계의 관계에 얽힌 대의명분과 춘추필법 문제에 있어 '정몽주를 죽였다(殺)'거나, 이성계의 조선 왕조 개창을 '고려(高麗)는 30여 임금을 거쳐 이제 바야흐로 권신(權臣)에게 찬탈(簒奪)된 바가 되어 성(姓)을 바꾸게 되었다'(高麗歷五十餘主, 今此方爲權臣所簒而易姓)로 써서 표현한 것이 문제되어 왕명에 의해 고의로 사장시켰고, 그 부분만을 따로 《여사제강별록》으로 부르고 있다.
숙종 7년(1681) 2월 송시열의 상주로 국왕이 경연에서 열람하는 도서가 되었고, 3월 영의정 김수항의 건의로 영남 지역에서 간행, 반포하는 것이 허가되었다. 이후 영-정조 시대까지 《여사제강》은 국왕의 경연 교재로 이용되었음은 물론, 영남 지역에까지 배포되었다.

## 역사관
유계는 금산(錦山) 출신으로 19세 때 연산의 김장생(金長生) 문하에 들어가 수학하였는데, 그와 동문수학한 이들로는 송시열(宋時烈) · 송준길(宋浚吉) · 윤선거(尹宣擧) · 이유태(李惟泰) 등 충청 오현(忠淸 五賢)으로 불리던 서인 계열의 대표 학자들이 있었고, 유계는 이들과 함께 호서 학파의 학문적인 발전에 큰 역할을 수행하였다. 특히 송시열과는 조카 명흥의 장인 윤문거가 송시열과는 사돈으로 윤문거의 형인 윤선거와 유계 자신은 금산에서 문을 맞대고 살 정도로 가까운 사이였던 등 유계와는 혼인 관계로 연결되어 있었고, 여사제강의 서문과 별록을 써 주기도 했을 뿐만 아니라 숙종 7년(1681년) 조정에 아뢰어 국왕의 어람으로 《여사제강》을 올리기까지 했다.
유계는 인조 8년(1630년) 23세에 진사가 되었고, 동왕 11년(1633) 식년 문과 을과 1등으로 급제하였다. 인조 14년 승정원의 주서와 시강원의 설서(說書)를 지냈는데, 그가 시강원 설서로 있던 해에 병자호란이 일어났다. 조정의 대신들이 주화와 척화 논의로 양분된 가운데 유계는 척화론자였고, 때문에 병자호란이 끝난 뒤 시강원 소속으로 세자의 사부였음에도 불구하고 소현세자를 배종하지 못했고, 척화파 인사로써 윤황(尹煌) · 유황(兪榥) · 홍연 등과 함께 삭탈관직 당하고 충청도 임천군(林川郡)에 정배되었다. 《여사제강》은 이 임천 유배 시기에 편찬되었다.
유계는 한국사 전반의 통사가 아니라 고려라는 특정 시대를 서술 대상으로 삼은 이유에 대해 기자 이후 저술들이 모두 사라져 전해지지 않고 그나마 김부식의 《삼국사기》가 있지만 모두 황탄한 내용으로 믿을 것이 없는 데다 해당 시대(삼국 시대)는 자신이 살았던 시대로부터 너무 멀어서 국정의 연혁과 인물의 출처를 고증할 수가 없다는 것을 들었다.
또한 고려의 역사를 서술한 기존의 저술들에 대해서도 《고려사》는 내용이 너무 여기저기 흩어져 있어서 사건의 순서를 파악하기 산만한 데다 권질이 너무 많고, 《동국통감》은 강목체와 같은 서술 방식이 아니어서 사건의 대강 요점을 파악하기 어려우며, 오운의 《동사찬요》는 기년이 너무 간략하고 사실에 대한 서술이 모두 열전에만 쏠려 있다고 비판하였다.
유계는 정파, 학파적인 입장에서 기호파 서인이었고, 《여사제강》은 병자호란 후 벌호(伐胡) 즉 반청 운동을 주도하던 서인의 정치 노선이 반영되어 있다. 《여사제강》 범례 제1항에서 '분쟁'에 큰 관심을 보인 것도 유계 본인이 병자호란이라는 전쟁을 직접 경험한 결과로 해석되고 있다. 전쟁 관련 기사는 《동국병감》을 인용하여 본문에는 이민족과의 전쟁 사실 및 장수들의 활동이 많이 기록되어 있고, 거란의 침입이 있었던 성종기, 이자겸의 난이 있었던 인종기, 몽골의 침입과 간섭이 심했던 고종기·충렬왕기·공민왕기 등의 서술 분량이 많다. 그리고 유계와는 반대로 퇴계 학풍을 따르는 영남 남인 계열의 홍여하가 저술한 《휘찬여사》는 서인의 이러한 정치 노선을 반대하는 시각에서 저술되었다.
인용 서목에 있어서 유계는 관찬 및 사찬 사서, 조선 초기의 야사류 및 병서 《동국병감》과 지리지 《동국여지승람》 그리고 이제현, 정몽주, 이색 등 여말선초 학자들의 문집까지 광범위하게 참고하였다. 무신집권기 서술에 있어서 현실 정치에 참여하였던 이인로나 최자의 문집을 인용하는 한편으로 그들과 같은 시기에 활동했던 이규보의 《동국이상국집》은 인용하지 않고 오히려 이규보를 신랄하게 비판하는데, 이는 이규보에 대해 '난신적자' 최충헌에게 시를 지어 바치고 아부하면서 절의를 버렸다고 한 비판이 처음으로 등장했던 동국통감의 영향을 받은 것으로 보인다. 또한 최부, 서거정, 성현 등 조선 전기 훈구계 인사들의 책을 인용하면서도 동사찬요에 인용된 사림계 인사들의 책은 인용하지 않았다는 점에서는 저자인 유계 본인이 기호 서인이라는 당색에서 벗어나지 못한 부분도 엿보인다.

## 후대의 평가
《여사제강》은 이후 조선의 강목체 역사서의 모범이 되었다. 숙종 37년(1711) 편찬된 임상덕의 《동사회강》이나 안정복의 《동사강목》은 모두 《여사제강》의 영향을 강하게 받았다. 안정복은 《여사제강》을 두고 "우수하기는 하지만 고려사 하나만 다루었을 뿐"이고, 강목체 서술방식을 따르기는 했지만 입강(立綱) 즉 강-목의 분류에 있어서 기존의 강목체와는 부합하지 않는 점이 있으며 근엄성을 많이 잃었다고 평하였다. 한편으로 동사강목의 서술에서 고대사는 《삼국사기》, 고려 시대사는 《고려사》와 《여사제강》을 저본으로 삼았고, 유계의 사론이 55편 정도 실려 있다.
구한말 위정척사파의 사서인 《송원화동사합편강목》, 《동감강목》 역시 여사제강을 저본으로 삼았다. 《송원화동사합편강목》은 송시열의 사상을 계승한 이항로의 제자 류중교와 김평묵이 편찬한 것으로 편찬, 판각 및 간행까지 50년(1852~1907)이 걸렸는데, 유계가 《여사제강》에서 보인 대명의리론을 이어 서양 세력의 배척과 정학(성리학)을 지키려는 정신으로 이어졌고, 사론 또한 《여사제강》의 그것을 거의 수록하고 있다. 《동감강목》은 송시열의 9대 손 송병선이 저술한 책으로 유계의 사론 상당수가 그대로 인용되어 있다.

## 같이 보기
- 강목체
- 휘찬여사 - 영남 남인에 속한 목재 홍여하가 저술한 강목체 고려시대사로 유계가 속한 기호 서인과는 대조적인 입장에서 서술된 고려시대사이다.